# Parafia Przemienienia Pańskiego w Jarosławiu
Parafia Przemienienia Pańskiego w Jarosławiu – parafia greckokatolicka w Jarosławiu, w dekanacie przemyskim archieparchii przemysko-warszawskiej. Założona w 1717; ponownie w 1965.